# Go Bananas (singolo)
Go Bananas è un singolo del gruppo musicale russo Little Big, pubblicato il 14 novembre 2019 come terzo estratto dal secondo EP omonimo.

## Video musicale
Il video, diretto da Alina Pasok e Il'ja Prusikin, è stato pubblicato il 14 novembre 2019 attraverso il canale YouTube della band. Il videoclip mostra varie azioni al contrario, tra cui: una palloncino che fa scoppiare con un ago il frontman Ilya Prusikin, i pesci che sono scioccati dal fatto che le persone non possano respirare fuori dall'acqua e un piccione che nutre le persone con il pane.

## Classifiche
| Classifica (2020) | Posizione massima |
| ----------------- | ----------------- |
| Russia            | 93                |

## Riconoscimenti
- International Music Video Underground[5]
  - 2020 - Miglior video musicale

- NYLA[5]
  - 2020 – Miglior video musicale